# A29 (Kasachstan)
Die A29 ist eine Fernstraße in Kasachstan. Die Straße ist eine Ost-West-Route von Oral zur Grenze nach Russland bei Osinki. 

## Straßenbeschreibung
Die A29 verläuft von der M32 und A28 bei Oral bis zur russischen Grenze, wo mit der R236 eine Verbindung nach Saratow weiterführt. Die Route führt durch die Steppe des westlichen Kasachstan. Die A29 liegt komplett im europäischen Teil Kasachstans.

## Geschichte
Die A29 wurde im Jahr 2011 umnummeriert und ersetzt die R236 die zu Zeiten der Sowjetunion von Saratow nach Oral lief. Über ein Viertel dieser Strecke liegt seit 1991 in Kasachstan. 

## Großstädte an der Autobahn
- Oral
- Tasqala